# Rásonyi László
Rásonyi László [ˈraːʒoɲi ...] (Liptószentmiklós, 1899. január 22. – Budapest, 1984. május 4.) nyelvész, turkológus; Rásonyi Leila hegedűművész édesapja.

## Életpályája
A Pázmány Péter Tudományegyetemen szerzett magyar–történelem szakos tanári diplomát 1921-ben, majd ugyanitt török filológiából doktorált. 1920–1922 között Újpesten esti tanfolyamokon munkásfiatalokat tanított, és a munkáskönyvtárat vezette. 1922-ben az MTA Könyvtárában helyezkedett el. Itt dolgozott 1935-ig, amikor Ankarába került. Az ő közvetítésével találkozott Bartók Béla és a híres török író, Yaşar Kemal 1936-ban. Az ottani egyetemen tanított 1941-ig. Később Kolozsváron működött. 1947–1949 között a Balkán Intézet munkatársa volt, majd ismét az Magyar Tudományos Akadémia Könyvtárában dolgozott. Ő válogatta össze az 1951-ben létrehozott és 1962-es nyugalomba vonulásáig általa vezetett Keleti Gyűjtemény anyagát, és neki köszönhető az olvasóterem kialakítása is. 1963-ban újra meghívták az Ankarai Egyetemre, ahol öt évig vendégprofesszor volt. Kutatásainak középpontjában a magyar és a török nevek, a török népek története, irodalomtörténete és a magyar őstörténet etnikai, nyelvi problémái álltak.

## Főbb művei

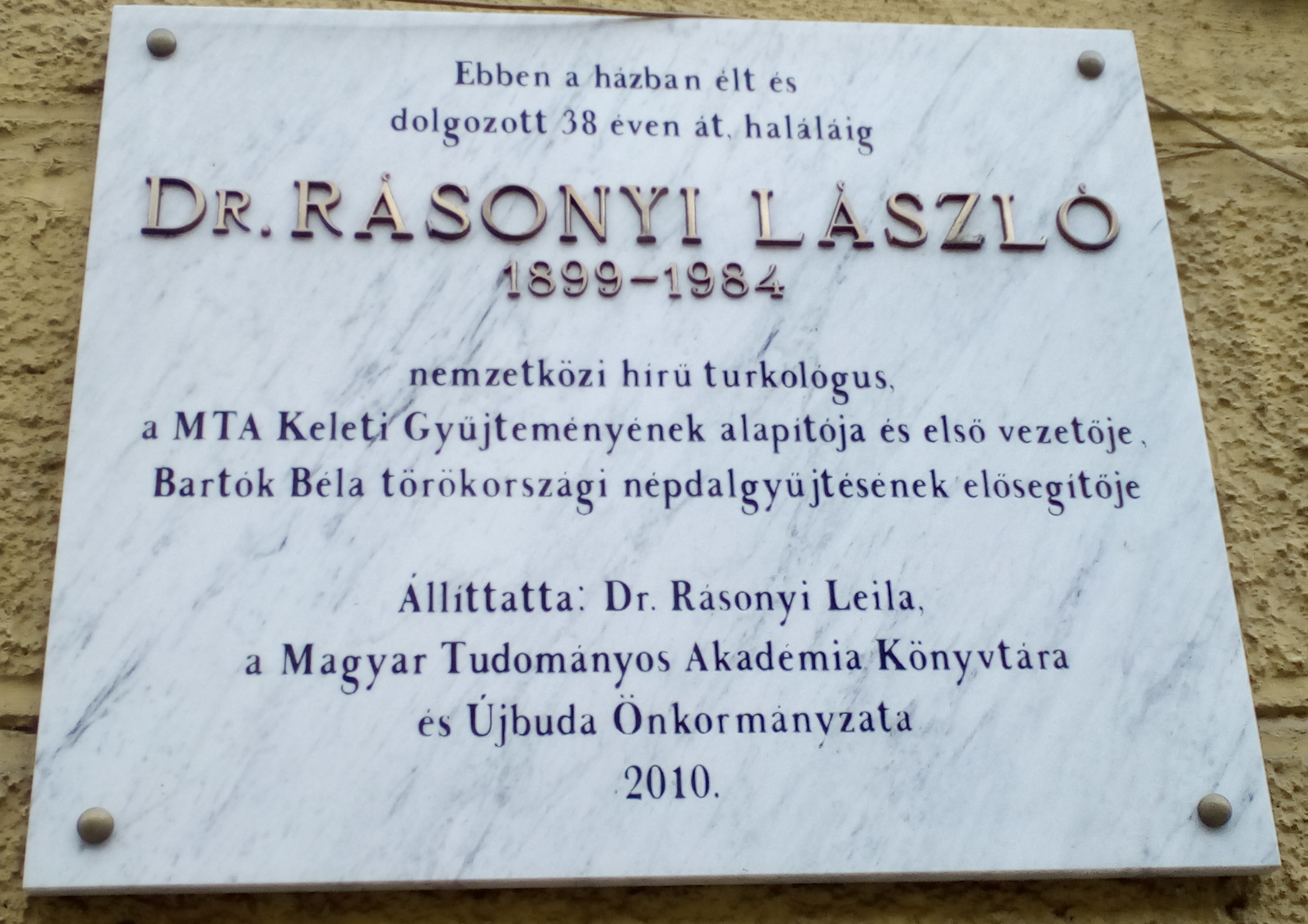
Emléktáblája Budapest XI. kerületében

- Török nyelvtan (Budapest, 1960)
- Stein Aurél és hagyatéka (Budapest, 1960)
- A magyar keletkutatás orosz kapcsolatai (Budapest, 1962)
- Hidak a Dunán. A régi török népek a Dunánál (Budapest, 1981)
- Onomasticon Turcium. Turkic Personal Names as collected by László Rásonyi.  (Bloomington, 2007)

## Megemlékezés
- R. T.: Búcsú R. L.-tól (Magyar Nemzet, 1984. május 28.); Elhunyt R. L. turkológus (Könyvtáros, 1984. 7. sz.).